# Давидо-Микільське
Дави́до-Микі́льське — село в Україні, у Сорокинській міській громаді Довжанського району Луганської області. Населення становить 873 особи. Село розташоване на березі річки Сіверський Донець.

## Географія
Географічні координати: 48°30' пн. ш. 39°49' сх. д. Часовий пояс — UTC+2. Загальна площа села — 4 км².
Село розташоване у східній частині Донбасу за 35 км від міста Сорокине. Найближча залізнична станція — Братки, за 20 км. У селі річка Біла (Мокра) впадає у річку Сіверський Донець.

## Історія
У 1759 році Майор Давид Божедарович заснував слободу Давидовку. Оселившись, він намагався заселити свої землі людьми сімейними.
У 1789 році у Давидові проживало 561 особа.
У 1880–1888 роках Ново-Давидовкою володіла Ганна Євграфівна Іванова.
На території села до 1936 року діяло чотири колгоспи. У колгоспах налічувалося 4 молотарки, 3 парових двигуни, 36 косарок. Було 260 пар биків і коней, електроенергії не було зовсім.
Голодомор 1932—1933 років у селі майже не відчувався. За спогадами старожилів село в ці роки рятувала річка та ліс — ловили рибу, ходили в ліс по гриби.
У боях Німецько-радянської війни воювало 72 мешканці села. Орденами і медалями нагороджено 52 особи. Уродженцю села Ф. К. Паращенку, який був льотчиком-бомбардувальником (259 бойових вильотів) у 1943 році присвоєно звання Героя Радянського Союзу.
У 1960-х роках організований радгосп «Вперед», площа якого становила 9589 га, із них ріллі — 6072 га. Радгосп спеціалізувався на виробництві молока та м'яса. У селі працювали середня школа, Будинок культури, дитячий садок, два магазини, їдальня, поштове відділення. За 1966–1975 роки збудовано 77 будинків для робітників, стадіон, водогін, заасфальтовано дорогу. На той час у селі мешкало 810 осіб. У селі встановлено пам'ятник загиблим воїнам.
У 1996 році радгосп реорганізовано в КСП «Вперед», а пізніше розділився на такі підприємства: ТОВ «Славутич», ТОВ «Іванівське», СКТ «Давидо-Микільське».
14 липня 2014 року під час війни на сході України терористами було збито військово-транспортний літак Ан-26 на висоті 6500 м над Луганщиною, упав поблизу села Давидо-Микільське. З 8 осіб, котрі були на борту, 2 загинуло — Дмитро Шкарбун та майор Дмитро Майборода, один пілот потрапив у полон.
12 червня 2020 року, відповідно до Розпорядження Кабінету Міністрів України № 717-р «Про визначення адміністративних центрів та затвердження територій територіальних громад Луганської області», увійшло до складу Сорокинської міської громади.
17 липня 2020 року, в результаті адміністративно-територіальної реформи та ліквідації  Сорокинського району, увійшло до складу новоутвореного Довжанського району.

## Населення
За даними перепису 2001 року населення села становило 873 особи, з них 37,23 % зазначили рідною мову українську, 62,66 % — російську, а 0,11 % — іншу.

## Інфраструктура
На сьогодні на території сільської ради діють 11 приватних підприємств, які займаються товарним сільгоспвиробництвом.
Нині в селі діють НВК "Давидо-Микільська ЗОШ I—II ступенів — ДНЗ «Ластівка», амбулаторія, Будинок культури, бібліотека, відділення поштового зв'язку.

## Пам'ятки
- Братська могила радянських воїнів і пам'ятний знак на честь воїнів-односельців;
- Свято-Троїцький храм Київської метрополії Московського патріархату, пам'ятник архітектури.

## Відомі люди
- Паращенко Феодосій Карпович — Герой Радянського Союзу.